# هوي كار
هوي كار (بالإنجليزية: Howie Carr)‏ هو صحفي أمريكي، ولد في 17 يناير 1952 في بورتلاند في الولايات المتحدة.

## وصلات خارجية
- هوي كار على موقع IMDb (الإنجليزية)
- هوي كار على موقع ميوزك برينز (الإنجليزية)
- هوي كار على موقع إن إن دي بي (الإنجليزية)
- هوي كار على موقع قاعدة بيانات الفيلم (الإنجليزية)